# Mistrovství světa v ledním hokeji 2015 (Divize III)
III. divize Mistrovství světa v ledním hokeji 2015 se hrála v tureckém İzmiru od 5. do 14. dubna 2015.

## Herní systém
V divizi III hrálo 7 týmů, všechny se utkaly každý s každým. První tým postoupil do skupiny B II. divize.

## Účastníci
| Tým                     | Kvalifikace                                                                           |
| ----------------------- | ------------------------------------------------------------------------------------- |
| Turecko                 | Pořadatel, 6. místo v Divizi II 2014 - Skupina B a sestup                             |
| Severní Korea           | 2. místo v Divizi III 2014                                                            |
| Lucembursko             | 3. místo v Divizi III 2014                                                            |
| Hongkong                | 4. místo v Divizi III 2014                                                            |
| Spojené arabské emiráty | 5. místo v Divizi III 2014                                                            |
| Gruzie                  | 6. místo v Divizi III 2014                                                            |
| Bosna a Hercegovina     | První účast po šestileté přestávce (naposledy v kvalifikaci o divizi III v roce 2008) |

## Výsledky
V Mistrovství světa v ledním hokeji 2015 (Divize III) konaném v Turecku zvítězila Severokorejská hokejová reprezentace.
|  | Nejlepší tým, postupující do skupiny B divize II |

| Tým                     | Z | V | VP | PP | P | GV | GI | +/- | B  |
| ----------------------- | - | - | -- | -- | - | -- | -- | --- | -- |
| Severní Korea           | 6 | 5 | 1  | 0  | 0 | 50 | 9  | +41 | 17 |
| Turecko                 | 6 | 5 | 0  | 1  | 0 | 59 | 11 | +48 | 16 |
| Lucembursko             | 6 | 4 | 0  | 0  | 2 | 39 | 19 | 20  | 12 |
| Hongkong                | 6 | 3 | 0  | 0  | 3 | 30 | 30 | 0   | 9  |
| Gruzie                  | 6 | 1 | 1  | 0  | 4 | 20 | 56 | -36 | 5  |
| Spojené arabské emiráty | 6 | 1 | 0  | 1  | 4 | 14 | 44 | -30 | 4  |
| Bosna a Hercegovina     | 6 | 0 | 0  | 0  | 6 | 3  | 46 | -43 | 0  |